# Clederson César de Souza
Clederson César de Souza, kurz César, (* 14. Juli 1979 in Santos) ist ein ehemaliger brasilianischer Fußballspieler.
2003 bis 2007 hat er beim FC Zürich gespielt und wurde mit ihm in den Saisons 05/06 und 06/07 Schweizer Meister. Er kann sowohl in der Verteidigung als auch im Mittelfeld eingesetzt werden. Er gilt auch als sehr guter Elfmeterschütze. Frühere Clubs waren FC Santos, SC Internacional und Associação Portuguesa de Desportos. Zwischen 2007 und 2009 spielte er bei Al-Ahli.
Am letzten Tag der Transferperiode der Bundesliga 2009/10 unterschrieb er einen Vertrag bei Hertha BSC. Dort traf er nicht nur auf seinen Landsmann Raffael, mit dem er schon in Zürich zusammenspielte, sondern mit Lucien Favre auch auf seinen damaligen Trainer, der aber zwei Bundesligaspieltage nach Césars Verpflichtung aufgrund von sechs Bundesliga-Niederlagen in Folge beurlaubt wurde. 2010 ging er in die Vereinigten Arabischen Emirate zum Verein Al-Ahli.

## Karriere
- 1995 bis 1999: FC Santos
- 1999 bis 2002: SC Internacional
- 2002 bis 2003: Associação Portuguesa de Desportos
- 2003 bis 2007: FC Zürich
- 2007 bis 2009: Al-Ahli
- 2009 bis 2010: Hertha BSC
- 2010: Al-Ahli